# Bazugues
Bazugues is een gemeente in het Franse departement Gers (regio Occitanie) en telt 62 inwoners (2009). De plaats maakt deel uit van het arrondissement Mirande.

## Geografie
De oppervlakte van Bazugues bedraagt 5,2 km², de bevolkingsdichtheid is dus 11,9 inwoners per km².
De onderstaande kaart toont de ligging van Bazugues met de belangrijkste infrastructuur en aangrenzende gemeenten.

## Demografie
Onderstaande figuur toont het verloop van het inwonertal (bron: INSEE-tellingen).